# Viktor Angelov
Viktor Angelov (in macedone Виктор Ангелов?; Dortmund, 27 marzo 1994) è un calciatore macedone, attaccante del Vushtrria.

## Caratteristiche tecniche
Può giocare come punta o come ala.

## Carriera

### Club
Comincia a giocare nelle giovanili del Borussia Dortmund. Nel 2010 passa alle giovanili del Rabotnički. Nell'estate 2010 viene prestato alle giovanili dello Schalke 04. Rientrato dal prestito, viene promosso in prima squadra. Nel luglio 2013 viene ceduto in prestito al Teteks. Nell'agosto 2013, dopo il rientro dal prestito, viene ceduto a titolo definitivo al Metalurg Skopje. Il 2 febbraio 2016 viene acquistato dall'Újpest.

### Nazionale
Ha debuttato con la nazionale Under-21 il 13 ottobre 2014, in Macedonia-Romania (2-1). Ha messo a segno la sua prima rete con la maglia della nazionale Under-21 il 7 settembre 2015, in Macedonia U21-Australia U23 (3-1), in cui ha siglato la rete del momentaneo 2-1. Ha partecipato, con la nazionale Under-21, all'Europeo del 2017. Ha debuttato con la nazionale maggiore il 17 novembre 2015, in Macedonia-Libano (0-1).

## Statistiche

### Cronologia presenze e reti in nazionale
| Cronologia completa delle presenze e delle reti in nazionale ― Macedonia | Cronologia completa delle presenze e delle reti in nazionale ― Macedonia | Cronologia completa delle presenze e delle reti in nazionale ― Macedonia | Cronologia completa delle presenze e delle reti in nazionale ― Macedonia | Cronologia completa delle presenze e delle reti in nazionale ― Macedonia | Cronologia completa delle presenze e delle reti in nazionale ― Macedonia | Cronologia completa delle presenze e delle reti in nazionale ― Macedonia | Cronologia completa delle presenze e delle reti in nazionale ― Macedonia |
| Data                                                                     | Città                                                                    | In casa                                                                  | Risultato                                                                | Ospiti                                                                   | Competizione                                                             | Reti                                                                     | Note                                                                     |
| ------------------------------------------------------------------------ | ------------------------------------------------------------------------ | ------------------------------------------------------------------------ | ------------------------------------------------------------------------ | ------------------------------------------------------------------------ | ------------------------------------------------------------------------ | ------------------------------------------------------------------------ | ------------------------------------------------------------------------ |
| 17-11-2015                                                               | Skopje                                                                   | Macedonia                                                                | 0 – 1                                                                    | Libano                                                                   | Amichevole                                                               | -                                                                        | 77’                                                                      |
| Totale                                                                   |                                                                          | Presenze                                                                 | 1                                                                        |                                                                          | Reti                                                                     | 0                                                                        |                                                                          |